# FK Mogren
FK Mogren (cirill írással: ФК Могрен) egy montenegrói labdarúgócsapat Budvából. A montenegrói labdarúgó-bajnokságok 2006-os indulása óta az élvonalban szerepel, jelenleg címvédőként.

## Története

### Klubalapítástól az első montenegrói bajnokságig (1920–2006)
A klubot 1920-ban alapították. A jugoszláv labdarúgó-bajnokságok előbb területi, később harmad- és negyedosztályú szintek résztvevője volt. Bosznia-Hercegovina, Horvátország, Macedónia és Szlovénia kiválása után 1992-ben a Szerbia és Montenegró alkotta jugoszláv élvonalba jutott, ahol a 19 csapatból a 13. helyen végzett ugyan, de bajnokság rendszerének átszervezése miatt kiesett, majd a néhány éven belül a harmadosztályig zuhant.
1998-ban a jugoszláv bajnokság élvonalát ismét átszervezték, és 12 csapatról 18 csapatosra emelték. Ennek köszönhetően a Mogren a harmadosztályból feljutott az első osztályba, ahol a 15. helyen végzett. Az élvonalbeli tagság nem tartott sokáig, az 1999–2000-es szezonban a 19. helyen végzett és kiesett a másodosztályba. Két évvel később az utolsó, még jugoszláv labdarúgó-bajnokságként jegyzett másodosztályt megnyerte, így az első alkalommal, és új néven kiírásra kerülő Szerbia és Montenegró-i élvonalba jutott, ahol a 16., kieső helyen zárt.
A Szerbia és Montenegró-i labdarúgó-bajnokság másodosztályát nemzetiségnek megfelelően két csoportra bontották: egy szerb és egy montenegrói csoportra. A „nemzeti” kupában a legjobb legkésőbb a főtáblán búcsúzó Mogren a 8., majd a 6., majd az 5. helyen zárta a rövid életű Szerbia és Montenegró-i labdarúgó-bajnokságokat.

### A független Montenegróban
Az első, független montenegrói szezon a csapat számára rosszul sikerült, hiszen a kupában már a legjobb 32 között búcsúzott, a bajnokságot pedig csak az 5. helyen fejezte be.
Az első sikert a 2007–2008-as idény hozta meg. A bajnokság első felét toronymagasan vezető Budućnost teljesítménye a szezon tavaszi felében visszaesni látszott. A kupában a döntő felé menetelő budvai alakulat és az első montenegrói bajnok, a Zeta fordulóról fordulóra dolgozta le a tetemes hátrányát. 2009. április 20-án a Mogren reményei szertefoszlani látszottak, hiszen a 26. fordulóban rendezett bajnoki rangadón a Budućnost hazai pályán sima, 3–0-s győzelmet aratott a hitevesztett budvai csapat felett. A Mogren a tovatűnő bajnoki reményeket a kupában felejtendő visszavágott a fővárosi csapatnak, és tizenegyesekkel ugyan, de elhódította a montegeróikupa-győztes címét. A kupasiker a bajnokságban szárnyakat adott, és az értékes pontokat hullajtó Budućnost és a Zeta nyomába eredt. A következő hat mérkőzéséből ötöt megnyerő Mogren reményei az utolsó előtti fordulóban a Budućnost FK Dečić felett aratott 4–0-s sikerével tűntek tova. Bár a bajnokságot a fővárosi gárdával azonos pontszámon fejezte be mind a Zeta, mind a Mogren, az egymás elleni eredmények alapján a budvaiaknak be kellett érnie a dobogó harmadik fokával.
Az európai kupaporondon az izraeli Hapóél Smóna ellen mutatkozott be a 2008–2009-es UEFA-kupa első selejtezőkörében. Hatalmas meglepetésre a lelkesen játszó montenegróikupa-győztes Haifában 1–1-es döntetlen ért el. A Mogren első – és eddig egyetlen – európai kupa gólját Milenko Nerić szerezte a 82. percben. A Nikšićben rendezett visszavágón nyoma sem volt a korábbi lelkes, ötletes játéknak, az izraeli csapat 3–0-s győzelmet aratott.
A nemzetközi sikertelen bemutatkozás ellenére a Mogren a bajnokságban jól szerepelt, és bár a 2008–2009-es montenegrói labdarúgó-bajnokságban nem mindig nyújtott kiegyensúlyozott teljesítményt, illetve a kupában már a legjobb nyolc között búcsúzott a későbbi kupagyőztes FK Petrovac ellen, a bajnokságot 74 ponttal megnyerte.

## Sikerei
- Montenegrói bajnok:
  - 1 alkalommal (2008–2009)
- Montenegrói labdarúgókupa-győztes:
  - 1 alkalommal (2008)

## Stadion
Az FK Mogren hazai mérkőzéseit a Lugovi Stadionban játssza, amely Budvában, Montenegróban található. A stadion befogadóképessége 4 000 fő. A stadiont nemsokára lebontják, és egy hotelt építenek majd a helyére. Várhatóan új stadiont építenek, befogadóképességét 15 000 férőhelyesre tervezik.

## Eredményei

### Montenegrói labdarúgó-bajnokságban
| Szezon    | Oszt. | Hely | J  | Gy | D  | V  | Rg | Kg | P  | Montenegrói kupa | Európai kupák | Európai kupák | Megj. |
| --------- | ----- | ---- | -- | -- | -- | -- | -- | -- | -- | ---------------- | ------------- | ------------- | ----- |
| 2006–2007 | I.    | 5.   | 33 | 10 | 12 | 11 | 27 | 27 | 42 | 1/16             |               |               |       |
| 2007–2008 | I.    | 3.   | 33 | 19 | 9  | 5  | 46 | 21 | 66 | kupagyőztes      |               |               |       |
| 2008–2009 | I.    | 1.   | 33 | 23 | 5  | 5  | 62 | 24 | 74 | negyeddöntős     | U.K.          | 1. sk.        |       |

### Nemzetközi szereplése
| Idény     | Kupa            | Forduló         | Klub         | H.  | V.  | Össz. |
| --------- | --------------- | --------------- | ------------ | --- | --- | ----- |
| 2008–2009 | UEFA-kupa       | 1. selejtezőkör | Hapóél Smóna | 0–3 | 1–1 | 1-4   |
| 2009–2010 | Bajnokok Ligája | 1. selejtezőkör | Hibernians   | 4-0 | 2–0 | 6-0   |
| 2009–2010 | Bajnokok Ligája | 2. selejtezőkör | København    | 0-6 | 0–6 | 0-12  |

Megj.:
- H = hazai pályán
- V = idegenben

## Játékoskeret
| # |            | Poszt | Név             |
| - | ---------- | ----- | --------------- |
|   | Montenegró | K     | Nemanja Popović |
|   | Montenegró | K     | Ivan Janjušević |
|   | Montenegró | V     | Nemanja Janičić |
|   | Montenegró | V     | Draško Božović  |
|   | Montenegró | V     | Bojan Bulatović |
|   | Montenegró | V     | Luka Pejović    |
|   | Montenegró | V     | Bojan Begović   |
|   | Montenegró | V     | Miloš Simović   |
|   | Montenegró | KP    | Bojan Kalezić   |
|   | Montenegró | KP    | Zarko Belada    |
|   | Montenegró | KP    | Dejan Boljević  |

| # |            | Poszt | Név                |
| - | ---------- | ----- | ------------------ |
|   | Montenegró | KP    | Goran Jovanovic    |
|   | Szerbia    | KP    | Igor Stojaković    |
|   | Montenegró | KP    | Luka Tiodorović    |
|   | Szlovénia  | KP    | Milan Rakić        |
|   | Montenegró | KP    | Nenad Bošković     |
|   | Montenegró | KP    | Marko Vujović      |
|   | Montenegró | KP    | Bozo Milic         |
|   | Montenegró | CS    | Marko Ćetković     |
|   | Montenegró | CS    | Vladimir Gluščević |
|   | Montenegró | CS    | Milenko Nerić      |
|   | Montenegró | CS    | Miloš Jovanović    |

## A klub híres játékosai
- Žarko Belada
- Dejan Boljević
- Nenad Bošković
- Draško Božović
- Bojan Bulatović
- Marko Ćetković
- Igor Gluščević
- Ivan Janjušević
- Goran Jovanović
- Luka Tiodorović
- Marko Vujović
- Milan Rakić
- Milenko Nerić
- Bozo Milic
- Miloš Jovanović
- Nemanja Popović
- Luka Pejović
- Igor Stojaković
- Vladimir Gluščević